# Storke (dokumentarfilm)
|  | Denne artikel er oprettet af botten Steenthbot ud fra en ekstern database. Den kan derfor have sproglige fejl eller mangler. Denne skabelon kan fjernes efter kontrol af indholdet. |

Storke er en dansk dokumentarisk optagelse fra 1938.

## Handling
Optagelser af storke i reder på stråtag og klokkegavle, i trætoppe, på tage og på jorden. Unger fodres, bliver flyvefærdige og lægger an til at forlade reden. Bl.a. ses glimt af Tibberup Møllegaard, med Tibberup Mølle i baggrunden, og Tikøb Mølle.